# Le Juge
Le juge ist ein französisch-italienischer Italowestern, der im deutschen Sprachraum nicht gezeigt wurde. Als Regisseur wird Richard Owens genannt, ein gemeinsames Pseudonym für Jean Girault und Federico Chentrens.

## Handlung
Rocco Pedace hat sich in einer kleinen Westernstadt niedergelassen, wo er einen Saloon betreibt, in dem sehr persönliche Wünsche erfüllt werden. Als eines Tages in der Nähe bei einem Postkutschenüberfall Gold geraubt wird, versteckt Rocco seine Enkelin Cat, die auf Umwegen an die Beute gekommen ist. Auf der Suche nach Cat kommt ein sizilianischer Mafioso als Kopfgeldjäger in das Städtchen; bald spielt er mit Rocco eine Pokerpartie um deren Herrschaft. Rocco muss die Stadt verlassen; der Sieger bereitet den Galgen für die aufgefundene Cat vor. In einem Showdown kann der zurückgekehrte Rocco den Mafioso töten und kann dann auch verhindern, dass Cat mit ihrem Freund Buck und dem Gold flieht.

## Kritik
Ein Western mit parodistischen Absichten, aber schlampig inszeniert und arm an wirklichem Humor, schrieben „Segnalazione Cinematografiche 72“.

## Bemerkungen
Der Film basiert auf dem Lucky Luke-Comic Der Richter, der vom selbsternannten Richter Roy Bean handelt. Comicheld Lucky Luke selber tritt im Film nicht auf.
Bekanntere Filme über Roy Bean sind Der Westerner (1940) und Das war Roy Bean (1972).
Das Titellied wird von Hauptdarsteller und Filmkomponist Pierre Perret gesungen. Italienischer Titel ist All'Ovest di Sacramento.
Für den mancherorts angegebenen Titel Das Gesetz im Westen von Pecos lässt sich kein Aufführungsnachweis finden.